# جين لينغ
جين لينغ هي منافسة ألعاب القوى صينية، ولدت في 1967.

## وصلات خارجية
- جين لينغ على موقع الاتحاد الدولي لألعاب القوى (الإنجليزية)
- جين لينغ على موقع اللجنة الأولمبية الدولية (الإنجليزية)
- جين لينغ على موقع أوليمبيديا (الإنجليزية)